# Robert Băjan
Robert Băjan (n. 30 octombrie 1995, Slatina, Olt, România) este un fotbalist (fundaș) din România care evoluează la clubul FC Unirea Constanța în Liga a II-a.